# Bonpland (ort i Argentina, Corrientes)
Bonpland är en ort i Argentina.   Den ligger i provinsen Corrientes, i den nordöstra delen av landet, 500 km norr om huvudstaden Buenos Aires. Bonpland ligger 75 meter över havet och antalet invånare är 1 063.
Terrängen runt Bonpland är mycket platt. Runt Bonpland är det glesbefolkat, med 10 invånare per kvadratkilometer..
I omgivningarna runt Bonpland växer i huvudsak städsegrön lövskog.